# Repülőgépek vészcsúszdarendszerei

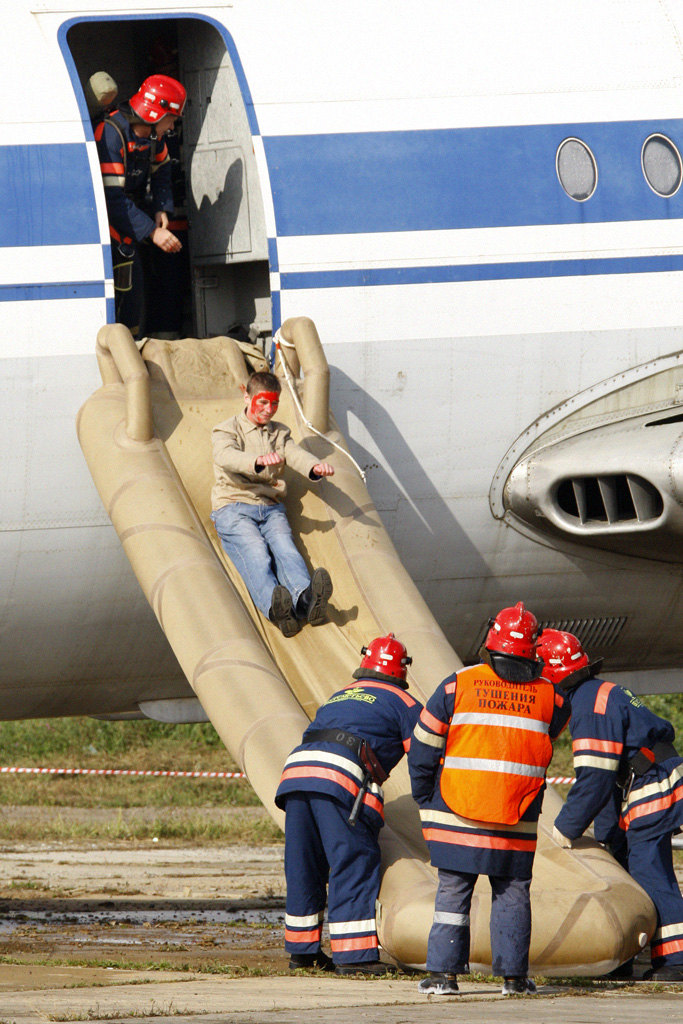
Vészhelyzeti gyakorlat a
seremetyevói repülőtéren

A repülőgépek vészcsúszdái az utasszállító repülőgépek fedélzetén található biztonsági berendezések, amelyek vészhelyzet esetén biztosítják az utasok gyors és biztonságos evakuálását. Ezek az eszközök a repülőgép ajtajánál vagy más vészkijáratoknál helyezkednek el, és automatikusan felfúvódnak, amikor egy ajtót vészhelyzetben kinyitnak.

## Története
A vészcsúszdák fejlesztése a repülőgépek méretének és kapacitásának növekedésével vált szükségessé. Az első vészcsúszdák a korai repülés idején még nem voltak szabványosított eszközök, de az 1960-as évekre a technológiai fejlődés és a biztonsági előírások megerősödésével megjelentek az első felfújódó vészcsúszdák.
A nagyobb méretű, több utast szállító gépeken – például a Boeing 747 és az Airbus A380 – kritikus fontosságúvá vált, hogy egy esetleges baleset vagy tűz esetén az utasokat 90 másodperc alatt ki lehessen evakuálni. Az ilyen esetekben a vészcsúszdák gyorsan, automatikusan felfúvódnak, amikor az ajtót kinyitják.

## Működése
A vészcsúszdák felfúvódását nagy nyomású szén-dioxid vagy nitrogén gázpalackok biztosítják. Az ajtó kinyitásakor a csúszda automatikusan kibújik és felfúvódik, így az utasok gyorsan elhagyhatják a gépet. Az újabb típusok belső bafflek-el vannak felszerelve, amelyek megakadályozzák, hogy a szél visszahajtsa a csúszdát a repülőgép testéhez. A csúszdák szövete általában erősített nylonból készül, amelyet tűzálló anyaggal vonnak be, hogy ellenálljon a szélsőséges körülményeknek. Az eszközöket úgy tervezték, hogy rendkívül strapabíróak legyenek, és hosszú távon is ellenálljanak a mechanikai terhelésnek

## Gyártók
Számos cég gyárt vészcsúszdákat, köztük az EAM Worldwide, amely az Airbus A320 család számára is biztosít eszközöket. A cég termékei LED világítással vannak ellátva a jobb láthatóság érdekében éjjel és nappal egyaránt.
További jelentős gyártók a Safran Aerosystems és a Tulmar Safety Systems, akik szintén vezető szerepet játszanak az evakuációs rendszerek fejlesztésében.

## Típusok
Többféle vészcsúszda létezik, attól függően, hogy hol helyezkednek el a repülőgépen. Az off-wing csúszdák a repülőgép szárnyainál helyezkednek el, míg az ajtóhoz csatlakozó csúszdák közvetlenül az ajtókonál találhatók. Néhány modell, például az EAM Worldwide által gyártott csúszda-raft kombinációk, vízi evakuáció esetén mentőcsónakként is használhatók

## Karbantartás
A vészcsúszdák karbantartása és rendszeres tesztelése kulcsfontosságú az eszközök megfelelő működésének biztosítása érdekében. Az FAA szigorú előírásokat fogalmaz meg, amely szerint minden csúszdát rendszeresen ellenőrizni kell. A megfelelően karbantartott vészcsúszdák élettartama elérheti a 15 évet.

## Jelentős balesetek
Az Emirates légitársaság 2016-os dubaji balesete rávilágított a vészcsúszdák fontosságára. A Boeing 777-es repülőgép kényszerleszállása után a csúszda nem tudott megfelelően működni a szél miatt, ami gátolta az utasok evakuálását. Ez az eset felhívta a figyelmet arra, hogy a modern vészcsúszdáknak stabilabb konstrukcióval és szélvédett kialakítással kell rendelkezniük.

## Jövőbeli fejlesztések
A vészcsúszda rendszerek folyamatosan fejlődnek. A gyártók egyre kisebb és könnyebb anyagokat használnak, amelyek még hatékonyabbak lehetnek a vészhelyzeti evakuációk során. Az új LED világítások és az intelligens felfúvódási rendszerek tovább növelik a biztonságot éjjel és nappal egyaránt.